# Jane Adams (actrice, 1965)
Pour les articles homonymes, voir Jane Adams et Adams.
Jane Adams, née le 1er avril 1965 à Washington (district de Columbia), est une actrice américaine.

## Biographie
Jane Adams est né à Washington, DC, elle est la fille de Janis Adams, une assistante administrative et William Adams, un ingénieur. Elle a un jeune frère, Jonathan, elle a grandi à Wheaton, dans l'Illinois et à Bellevue. Adams a fréquenté l'Université de Washington, où elle a étudié les sciences politiques et au Collège des arts des Cornouailles, où elle a appris le théâtre. Elle a étudié à la Juilliard School of Drama Division entre 1985 et 1989, elle a obtenu un baccalauréat en beaux-arts en 1989.

### Carrière
En 1995, elle joue dans la comédie Le Père de la mariée 2 aux côtés de Steve Martin et Diane Keaton. La même année, elle remporte le Tony Award 1995 de la meilleure performance par une actrice vedette dans un jeu pour la reprise à Broadway d'Un inspecteur vous demande. Elle a également remporté le Outer Critics Circle Award de la meilleure actrice en vedette dans une pièce dans la production de Broadway de Paul Rudnick I Hate Hamlet.
En 1998, elle tient le rôle principal de la comédie noire Happiness réalisée par Todd Solondz.
En 2023, elle tient l'un des rôles principaux de la série télévisée The Idol.

## Filmographie

### Cinéma
- 1985 : Bombs Away : Greeting Girl
- 1990 : Urgences (Vital Signs) : Suzanne Maloney
- 1992 : Light Sleeper : Randi Jost
- 1993 : Dead Drunk : Kevin's girlfriend
- 1994 : Les Complices (I Love Trouble) de Charles Shyer : Evans
- 1994 : Mrs Parker et le Cercle vicieux (Mrs. Parker and the Vicious Circle) : Ruth Hale
- 1995 : Le Père de la mariée 2 (Father of the Bride Part II) : Dr Megan Eisenberg
- 1996 : Kansas City : Nettie Bolt
- 1998 : Le 'Cygne' du destin (Music from Another Room) : Irene
- 1998 : Happiness : Joy Jordan
- 1998 : Day at the Beach : Marie
- 1998 : Vous avez un message (You've Got Mail) : Sydney Anne
- 1999 : A Fish in the Bathtub : Ruthie
- 1999 : A Texas Funeral : Mary Joan
- 1999 : Mumford : Dr Phyllis Sheeler
- 2000 : Songcatcher : Eleanor 'Elna' Penleric
- 2000 : Wonder Boys : Oola
- 2001 : The Anniversary Party : Clair Forsyth
- 2002 : Orange County : Mona
- 2004 : Eternal Sunshine of the Spotless Mind : Carrie
- 2004 : Les Désastreuses Aventures des orphelins Baudelaire (Lemony Snicket's A Series of Unfortunate Events) : White Faced Woman
- 2006 : Vacances sur ordonnance (Last Holiday) : Rochelle
- 2006 : Little Children : Sheila
- 2006 : The Sensation of Sight : Alice
- 2007 : À vif (The Brave One) : Nicole
- 2008 : Wackness (The Wackness) : Eleanor
- 2008 : Wherever You Are : Nancy Bernstein
- 2009 : Alexander the Last : la directrice
- 2009 : Calvin Marshall : June Marshall
- 2011 : The Lie (en) : Dr Bentel
- 2011 : Silver Bullets : June
- 2011 : Restless de Gus Van Sant : Mabel
- 2012 : Stray Bullets (court métrage)
- 2012 : All the Light in the Sky : Marie
- 2015 : Digging for Fire : une actrice
- 2015 : Poltergeist : Dr Brooke Powell
- 2016 : Always Shine : Summer
- 2017 : Brigsby Bear de Dave McCary : April
- 2022 : Dog de Reid Carolin et Channing Tatum : Tamara

### Télévision
- 1986 : Histoires de l'autre monde (série télévisée) : Charlotte Rose Cantrell
- 1987-1989 : Sacrée Famille (série télévisée) : Marty Brodie
- 1989 : ABC Afterschool Special (série télévisée) : Elly Robinson
- 1990 : L'École de la vie (Rising Son) : Meg Bradley
- 1993 : Lifestories: Families in Crisis (série télévisée) : Beth
- 1995 : ABC Afterschool Special (série télévisée) : Michelle
- 1996-1997 : Relativity (série télévisée) : Karen Lukens
- 1997 : Liberty! The American Revolution (série télévisée) : Sara Scott
- 1999 : Au-delà du réel : L'aventure continue (série télévisée) : Mona Bailey
- 1999-2000 : Frasier (série télévisée) : Dr Mel Karnofsky
- 2000 : From Where I Sit : Ruth
- 2001 : Citizen Baines (série télévisée) : Reeva Eidenberg
- 2001 : Les Nuits de l'étrange (série télévisée) : Amanda
- 2003 : La Caravane de l'étrange (série télévisée) : la mère du bébé mort
- 2003 : New York, section criminelle (saison 3, épisode 3) : Sylvia Campbell
- 2005 : Jesse Stone: En l'absence de preuve (en) : Brianna Lincoln
- 2007 : Dr House (série télévisée) : Bonnie
- 2008 : US Marshals : Protection de témoins (série télévisée) : Ruth Fraser / Ruth Ferguson
- 2009-2011 : Hung (série télévisée) : Tania Skagle
- 2012 : New York, unité spéciale (saison 13, épisode 21) : Joanne Parsons
- 2013 : Axe Cop (série télévisée d'animation) : la femme aux cheveux rouges (voix)
- 2014 : Les Experts (série télévisée) : Belinda Goff
- 2016 : Easy (série télévisée) : Annabelle Jones
- 2017 : Twin Peaks (série télévisée, saison 3) de David Lynch : Constance Talbot
- 2023 : The Idol : Nikki Katz